# Monumenti di Brindisi
Questa lista è suscettibile di variazioni e potrebbe essere incompleta o non aggiornata.

Questo è un elenco in ordine alfabetico di monumenti presenti a Brindisi o nel suo territorio storico: castelli, palazzi, fontane, chiese, conventi e altri luoghi notevoli. 

## A
- Area archeologica di via Casimiro
- Chiesa delle Anime del Purgatorio
- Chiesa di Sant'Anna

## B
- Loggia del Palazzo Balsamo
- Chiesa rupestre di San Biagio
- Chiesa di San Benedetto

## C
- Monumento ai Caduti della Prima guerra mondiale
- Chiesa dei Cappuccini
- Castello di Terra - Svevo-Aragonese
- Castello di Mare - Alfonsino-Aragonese
- Chiesa di Santa Chiara
- Palazzo di Città
- Collegio Navale
- Colonne Romane di Brindisi
- Chiesa del Cristo
- Chiesa del Sacro Cuore

## D
- Fontana dei Delfini
- Palazzo De Marzo

## F
- Fontana delle Ancore
- Fontana dell'Impero
- Fontana De Torres

## G
- Cattedrale di San Giovanni Battista
- Chiesa di San Giovanni al Sepolcro
- Palazzo di Giustizia
- Palazzo Granafei-Nervegna

## L
- Porta Lecce
- Chiesa di Santa Lucia

## M
- Chiesa della Madonna della Scala
- Chiesa di Santa Maria degli Angeli
- Chiesa di Santa Maria del Casale
- Santuario di Santa Maria Madre della Chiesa
- Monumento al Marinaio
- Porta Mesagne e bastione Carlo V
- Palazzo Montenegro
- Monumento ad Aldo Moro
- Mura di Brindisi

## O
- Torre dell'Orologio

## P
- Chiesa di San Paolo Eremita
- Chiesa della Pietà
- Area archeologica di San Pietro degli Schiavoni
- Palazzo delle Poste

## R
- Palazzo Ripa

## S
- Palazzo Scolmafora
- Chiesa delle Scuole Pie
- Seminario Arcivescovile

## T
- Fontana Tancredi
- Portico dei Cavalieri Templari
- Chiesa di Santa Teresa

## V
- Vasche Limarie
- Casa di Virgilio
- Monumento a Virgilio